# Клеман Муамба
Клеман Муамба (13 листопада 1943 , Dinguid  — 29 жовтня 2021 , XIV округ Парижа )(фр. Clément Mouamba) — конголезький політик, прем'єр-міністр Республіки Конго (2016—2021). У 1992—1993 — міністр фінансів Конго.

## Політична кар'єра
Муамба народився наприкінці 1943 або на початку 1944 року в Сибіті. За часів президентства Паскаля Ліссуба, з вересня 1992 до червня 1993 року, був міністром фінансів. Муамба був одним із лідерів Панафриканського соціал-демократичного союзу (ПСДС), який був урядовою партією за Ліссуби та перейшов в опозицію після відставки Ліссуби за результатами громадянської війни 1997 року.
Муамба був одним із кількох вищих посадових осіб часів президентства Ліссуби, що їх звинуватили в корупції та незаконному привласненні коштів від продажу нафти «Occidental Petroleum» 1993 року за ціною, значно нижчою за ринкову вартість. Проте 27 грудня 2001 року звинувачення проти Муамби та Клодін Мунарі зняли на підставі того, що вони просто виконували накази. Ліссуба та ще чотирьох найвищих чиновників, яких судили заочно через їхню втечу з країни після повалення режиму Ліссуби, засудили до десятиліть каторжних робіт.
На першому позачерговому з'їзді ПСДС, що відбувся 27–28 грудня 2006 року, Муамбу обрали одним із 25 заступників голови партії.
Муамба вийшов із складу ПСДС перед конституційним референдумом 2015 року та підтримав зміни, що дозволили Дені Сассу-Нгессо балотуватися на другий термін на президентських виборах у березні 2016 року. Після того як 16 квітня 2016 року Сассу-Нгессо склав присягу на черговий термін, він 23 квітня призначив Муамбу прем'єр-міністром.
У травні 2021 року Клемент Муамба та його уряд подали у відставку. Помер 29 жовтня 2021 року вдома у Парижі після ускладнень від COVID-19.